# البراج
البراج قرية تتبع ناحية قرى مركز بانياس في منطقة بانياس التابعة لمحافظة طرطوس.